# Úsťová rychlost
Úsťová rychlost je smluvní údaj používaný v balistice. Je definována jako rychlost, kterou by měl projektil v okamžiku, kdy opouští ústí hlavně, pokud by nebyl urychlován jevy přechodové balistiky. Pohybuje se od cca 170 m/s do 380 m/s u vzduchovek až po více než 1800 m/s u tankových kanónů. Je to údaj společný vnitřní a vnější balistice.

## Smluvní vs skutečná rychlost na ústí hlavně
U hlavňových střelných zbraní je projektil urychlován tlakem plynů v hlavni za projektilem. V okamžiku kdy střela opustí ústí zbraně dojde k prudkému uvolnění těchto plynů do atmosféry. Přitom dochází k složitým jevům, jejichž zkoumáním se zabývá přechodová balistika. Na střelu přestane při opuštění hlavně působit brzdící síla, která je důsledkem průtlačného odporu a rozpínající se plyny ještě projektil urychlí.
Reálná rychlost střely je měřena až dále od hlavně. Následně je proveden výpočet, kterým se dopočte běžně udávaná úsťová rychlost. Jde o takovou rychlost, která odpovídá naměřeným hodnotám rychlosti skutečné střely a zároveň představuje situaci jako by jevy přechodové balistiky neexistovaly. Tato dopočítaná hodnota představující smluvní údaj o úsťové rychlosti je pro praktické použití výhodnější. Úsťová rychlost střely je tedy ve skutečnosti menší, než udávaný smluvní údaj o úsťové rychlosti. Běžně dostupný je právě jen údaj o smluvní úsťové rychlosti.  

## Značení a rozptyl hodnot úsťové rychlosti
Výrobce udává balistické vlastnosti svého střeliva a mezi poskytované údaje patří i rychlost. Rychlost se běžně značí písmenem "v". Protože rychlost střely během letu klesá, uvádí se obvykle více hodnot rychlosti s číselným dolním indexem. Dolní index odpovídá vzdálenosti od zbraně v metrech, pro kterou daný údaj o rychlosti platí. Úsťová rychlost je značena V s indexem nula.
Běžně vyrábí výrobce střeliva více variant střeliva stejné ráže, které mají různé úsťové rychlosti. Také úsťové rychlosti nábojů různých výrobců se liší. Udávaná hodnota úsťové rychlosti je střední hodnotou, protože i stejné náboje mají určitý rozptyl vlastností, který je důsledkem výrobních tolerancí vlastností použitých komponent střeliva.
Úsťová rychlost střeliva je ovlivněna mnoha vnějšími vlastnostmi. Jde například o délku hlavně zbraně, teplotu, vlastnosti atmosféry a podobně. Výrobce proto obvykle doplňuje udávané hodnoty i informací o podmínkách za kterých byly udávané hodnoty naměřeny.

## Význam úsťové rychlosti
Spolu se znalostí hmotnosti střely umožňuje úsťová rychlost spočítat kinetickou energii střely na ústí hlavně (úsťová energie střely). Rychlost střely při jejím letu klesá a její zpomalení záleží na její hmotnosti a dalších vlastnostech. Z toho důvodu je nutno údaj o úsťové rychlosti považovat pouze za informativní a zajímat se především o rychlost střely v místě jejího dopadu a o její další balistické vlastnosti.

## Měření rychlosti střel
Existuje více metod měření rychlosti střel. Jedna z možností je měření pomocí dvou otáčejících se terčů – kotoučů. Vzdálenost terčů je 20–30 cm, mohou být i dva „páry“ za sebou. Modernější metodou je měření pomocí dvou hradel ve známé vzdálenosti, které detekují proletujcí střelu opticky, nebo elektronicky. U uvedených metod se kvůli přechodové balistice měří rychlost nejblíže 1,5 m od ústí hlavně.  Okamžitou rychlost střely je možno měřit i pomocí zařízení na principu radaru.

## Příklad
Úsťové rychlosti vybraných nábojů do krátkých i dlouhých ručních palných zbraní. Tabulka je pouze informativní.
| Náboj                | Úsťová rychlost (m/s) |
| -------------------- | --------------------- |
| .22 Long Rifle       | 316                   |
| 7,62 × 25 mm Tokarev | 502                   |
| 7,63 × 25 mm Mauser  | 430                   |
| 7,65 mm Browning     | 282                   |
| .38 Special          | 237                   |
| .357 Magnum          | 380                   |
| 9 × 18 mm Makarov    | 319                   |
| 9 x 19 mm Parabellum | 350                   |
| .40 S&W              | 370                   |
| .45 ACP              | 310                   |
| .454 Casull          | 500                   |
| .44 Magnum           | 470-520               |
| .30-06 Springfield   | 784 - 944             |
| .308 Winchester      | 735 - 905             |
| .223 Remington       | 861 - 1040            |